# Heten Thébai ellen
A Heten Thébai ellen (eredeti címeː Ἑπτὰ ἐπὶ Θήβας ) Aiszkhülosz egyik tragédiája, amelyet i. e. 467-ben mutattak be. A darab első díjat nyert az athéni Dionüszián. Egy trilógia keretében állították színre, amelynek másik két darabja a Láiosz, illetve az Oidipusz volt. Utánuk Aiszkhülosz feltehetően Szhpinx című szatírjátékát mutatták be.

## Előzmény
A négy darab a Labdakidák történetét dolgozta fel, közülük csak a harmadik, a Heten Thébai ellen maradt fenn. Több kutató megpróbálkozott felvázolni, miről szólhattak az elveszett darabok. Reginald Pepys Winnington-Ingram az első két tragédiát így összegezteː „Láioszt Apollón jóslata figyelmeztette: ha városát biztonságban akarja tudni, utód nélkül kell meghalnia. Ő azonban nem engedelmeskedett; így megszületett Oidipusz, hogy megölje apját, és elvegye feleségét. Amint felfedezte az igazságot, Oidipusz megvakította magát, és megátkozta fiait. A fiúk összetűztek. A száműzetésben Polüneikész idegen sereget toborzott szülővárosa ellen. Thébát megtámadják, ostrom alá veszik. Eteoklész a védők vezére.”

## Cselekmény
A Heten Thébai ellen nyitányában Eteoklész, Oidipusz fia figyelmezteti a városlakókat, hogy a fivére, Polüneikész által vezetett akháj sereg általános támadásra készül. Szavait megerősíti a hírnök, aki beszámol arról, hogy a hét akháj vezér sorsot vetett, így döntve el, melyikük mely kapu ellen vezeti katonái. A nők kara félelmében az istenekhez fohászkodik, hogy segítsenek a városon. Eteoklész durván rátámad a „kibírhatatlan asszonyokra”, arra figyelmeztetve őket, hogy „a férfi gondja a közügy, nem asszonyéǃ” Eteoklész bejelenti, hogy magára vállalja az egyik kapu védelmét. (1-374)
Ismét színre lép a hírnök, aki részletesen beszámol az akhájok harci rendjéről, egyenként megnevezve a hét vezért és a kaput, amelynél támad. Eteoklész válaszul saját vezéreit méltatja, akiket ellenük küld. A hetedik kapuért maga Polüneikész indul csatába, és Eteoklész úgy dönt, személyesen veri vissza fivérét. A kar arra kéri Eteoklészt, hogy ne fogjon fegyvert testvére ellen, de az uralkodó hajthatatlan. A karvezető kérdésére – „Saját öcséd vérét szertnéd ontani?” – így válaszolː „Nincs menekvés a végzetből, mit isten ád.” (375-719) A kar előre jelzi a dráma végkimenetelét, a két fivér halálát. Az ismét színre lépő hírnök megerősíti, hogy Eteoklész és Polüneikész „egymás testvér-kezétől sújtva már halott.” (720-860)
A darab végén megjelenik Eteoklész és Polüneikész két lánytestvére, Antigoné és Iszméné, siratva testvéreiket. Antigoné arról beszél, hogy hiába a tilalom, el kell temetni Polüneikészt. A hírnök megerősíti, hogy csak Eteoklészt szabad elhantolni, testvérét nem. Figyelmezteti Antigonét, „Hát légy makacsǃ Én újra megtiltom nekedǃ” (721-1078) A kutatók többsége szerint ez a jelenet utólagos betoldás.

## Konfliktus
Trencsényi-Waldapfel Imre elemzése szerint a konfliktus magva abban van, hogy rátámadhat-e valaki a saját városára, amiért igazságtalanság érte. (A két fivér, apjuk halála után, megállapodott, hogy felváltva kormányoz majd, de Eteoklész megszegte ígéretét, ezért érkezett testvére haddal Thébai ellen.) Aiszkhülosz nemmel válaszol a kérdésre, ezért kell Polüneikésznek meghalnia, de lakolnia kell bűnéért Eteoklésznak is.